# À travers le mur
Vous venez d’apposer le modèle de débat d'admissibilité.
Avant toute chose, veuillez créer la page de débat correspondante en cliquant ici.
- Une fois la page de vote initialisée, rafraîchissez cette page, et le bandeau prendra son aspect définitif.
- Si votre débat d'admissibilité est groupé (le motif et l’argumentation doivent être les mêmes), modifiez cette page pour ajouter au modèle le paramètre « cat » suivi du nom de la page de discussion de l’article pour lequel la page de débat existe déjà (ex. : cat=Discussion:Nom_de_l'autre_article). Ensuite, suivez les nouvelles instructions qui apparaissent.
- Vous pouvez également utiliser le paramètre « type » pour faciliter l’accès aux critères d’admissibilité. Exemple : {{suppression|type=mot-clé}}. Liste des mots-clés existants : fiction, musique, art visuel, fanzine, jeu de société, porno, sportif, association, enseignement, société, site web, route, nombre, (Liste complète ici).

| 1. | Créez la page de débat d'admissibilité.                                                                      | Sauvegardez d’abord la page pour l’initialiser puis indiquez votre motivation.          |
| 2. | Important : ajoutez une entrée dans la section Débat d'admissibilité du jour.                                | Utilisez ce texte : *{{L\|À travers le mur}}                                            |
| 3. | Pensez à informer les contributeurs principaux de la page et les projets associés lorsque cela est possible. | Utilisez ce texte : {{subst:Avertissement débat d'admissibilité\|À travers le mur}}~~~~ |

À travers le mur (Through the Wall) est un roman policier écrit par la romancière britannique Patricia Wentworth en 1950. Il s'agit d'un titre de la série policière ayant pour héroïne Miss Maud Silver.
Traduit de l'anglais par Anne-Marie Carrière, il est publié en France aux éditions 10/18 le 1er juin 1995 dans la collection Grands Détectives.

## Résumé
Un désaccord profond éclate le jour où Martin Brand prend la décision de laisser sa vaste propriété à sa jeune nièce Marion, qu'il n'a pourtant rencontrée qu'une seule fois. Et, peu après, quand un cadavre est retrouvé sur la plage toute proche, Miss Silver doit intervenir et mener son enquête.